# Megaselia quadrupliciseta
Megaselia quadrupliciseta är en tvåvingeart som beskrevs av Bridarolli 1951. Megaselia quadrupliciseta ingår i släktet Megaselia och familjen puckelflugor. Inga underarter finns listade i Catalogue of Life.